# Джегутанов, Кали Салим-Гериевич
Джегутанов, Кали Салим-Гериевич (24 июня 1927—1987) — абазинский писатель и поэт.

## Биография
Кали Джегутанов родился в ауле Кубина (ныне Абазинский район Карачаево-Черкесии) 24 июня 1927 года.
В 1941 году Кали окончил семилетку, работал учётчиком в колхозе, выполнял все виды полеводческих работ.
В 1946 году Кали поступил в Черкесское педагогическое училище и после его окончания в 1950 году начал работал учителем в родном ауле.
С 1953 года Кали Джегутанов перешёл на журналистскую работу в газету «Черкес къапщ», а потом на радио.
Окончил пединститут в Пятигорске и Высшие литературные курсы при Литературном институте им. А. М. Горького.
Умер в 1987 году, похоронен в родном ауле Кубина.

## Творчество
Свой литературный путь Кали Салим-Гериевич начинал как поэт. Первые произведения Джегутанова были опубликованы в 1949 году. Его ранние стихотворения были описательны и декларативны, однако в дальнейшем совершенствовались. Его перу принадлежат поэма «Батырпа» по фольклорным мотивам, ряд стихотворений о родном крае и об Абхазии, тексты популярных абазинских песен. Многие из поэтических произведений Джегутанова вошли в сборники «Тебя пою, Отчизна», «Утро», «Одной дорогой», «Жизнь», «Тепло очага» и другие. Из прозаических произведений Джегутанова выделяются повесть «Муртат», романы «Волшебная игла», «Золотой крест» (абаз. Хьапщ джьуар), «Лаба». Последние два, сюжетно объединённые в дилогию, рассказывают о жизни абазин с древнейших времён до конца XVIII века.

##### На абазинском языке
- Тебя пою, Отчизна: стихи. — Черкесск, 1956. — 76 с.
- Одной дорогой: стихи. — Черкесск, 1961. — 76 с.
- Ранняя зима: рассказы. — Черкесск, 1964. — 210 с.
- Жизнь: стихи. — Черкесск, 1966. — 62 с.
- Муртат: повесть. — Черкесск, 1968. — 231 с.
- Волшебная игла: роман. — Черкесск, 1970. — 350 с.
- Хозяева гор: очерки и рассказы. — Черкесск, 1971. −191 с.
- Тепло очага: стихи, песни, поэма. — Черкесск, 1972. — 56 с.
- Прозрение: стихи. — Черкесск, 1972. — 144 с.
- Человечность: стихи, поэмы. — Черкесск, 1975. — 86 с.
- Золотой крест: роман. — Черкесск, 1981. — 340 с.
- Лаба: роман. — Черкесск, 1983. — 182 с.
- Клятва любви: стихи, поэмы. — Черкесск, 1986. — 136 с.

##### На русском языке
- Утро: стихи. — Черкесск, 1957. — 28 с.
- Путь прозрения: стихи, поэмы, баллады. — М.: Современник, 1981. — 79 с.